# Келлер, Александр Андреевич (дворянин)

Памятник А. А. Келлеру

Александр Андреевич Келлер (фон Келлер) (1789 — после 1850) — российский военный и государственный деятель немецкого происхождения, участник Отечественной войны 1812 года.

## Биография
Келлер происходил из немецкого дворянского рода. Род Келлеров был внесён во 2-ю часть дворянской родословной книги Казанской губернии по определению Казанского дворянского депутатского собрания от 28 ноября 1822 года.
Специального образования не получил, учился в родительском доме. Поэтому, как многие дворянские дети того времени, отправился на службу в армию — 30 апреля 1807 года поступил в недавно созданный 8-й Лубенский Гусарский полк унтер-офицером. Шефом полка был генерал-майор Алексей Петрович Мелиссино. С этим полком прошёл Отечественную войну 1812 года и заграничные походы русской армии (Война шестой коалиции).
Во время Отечественной войны полк входил в состав 3-й резервной армии. Келлер участвовал в боях против австрийцев и саксонцев армии Наполеона в июне 1812 года. Затем он находился при генерал-майоре Мелиссино, отметившем исполнительность и аккуратность молодого офицера. Был награждён Знаком отличия военного ордена (Георгиевский крест) за № 14142. Во время преследования французских войск участвовал в Лютценском сражении, в боях у Вальгейма, Версдорфа, Носсена и Бишофсверде. Также принимал участие в сражении под Бауценом и боях под местечком Рейхенбах. За отличие в этих сражениях Александр Келлер был награждён орденом Святой Анны 4-й степени.
Участвовал в дальнейших боях войны шестой коалиции, в частности, в сражении при Дрездене, где погиб Мелиссино, а Келлер получил тяжёлое ранение — пуля навылет пробила обе ноги. Всему полку были пожалованы знаки на кивера с надписью «За отличие». За отличие в этом бою молодой гусар был удостоен ордена Святого Владимира 4-й степени с бантом и отправлен в Россию для лечения. Также Александру Келлеру было поручено сопровождать обоз погибшего командира — генерала Мелиссино.
С окончанием заграничной кампании русской армии 1813—1814 годов корнет А. А. Келлер перевёлся 10 июля 1815 года в Нежинский конно-егерский полк. По возвращении на родину полк вошел в состав 1-й Конно-егерской дивизии 4-го Резервного кавалерийского корпуса, где Келлер 15 июля был назначен шефским адъютантом. В этом же полку Келлер был произведён подпоручиком (1816) и 11 ноября 1817 года назначен дивизионным адъютантом. В это время полк был расквартирован в городе Лебедин Харьковской губернии. 12 февраля 1820 года ему было объявлено Высочайшее благоволение и вскоре Келлер был отставлен от военной службы, получив 15 марта 1820 года чин штабс-капитана.
А. А. Келлер перешёл на государственную службу, поступив 13 января 1823 года в Свияжский земский суд дворянским заседателем. 6 июля 1824 года был переведён в Царевококшайский земский суд на такую же должность. После этого он стал исправником Казанского уезда и потом — царевококшайским земским исправником (30 января 1830 года). 30 мая 1831 года Келлер был утвержден Почетным смотрителем в Царевококшайское уездное училище, оставаясь на этой должности до 1850 года. За усердную службу в октябре 1836 года он был награждён Всемилостивейшим подарком — бриллиантовым перстнем. В 1837 году пожалован Знаком «За XV лет отлично-беспорочной службы». 12 июня 1838 года он стал кавалером ордена Святого Станислава 2-й степени с Императорской короной. Когда было открыто новое Управление государственных имуществ, Келлер 2 января 1839 года по собственной просьбе был определён в Царевококшайский округ Окружным начальником. 22 августа 1840 года он был награждён знаком «За XX лет отлично-беспорочной службы», а к 1848 году Александр Андреевич Келлер получил ещё один знак — «За XXV лет отлично-беспорочной службы», а также бронзовую и серебряную медали в память о войне 1812 года. Последнее сообщение об Александре Андреевича в известных источниках датировано 22 февраля 1850 года. В должности Окружного начальника Александр Андреевич оставался не позднее апреля 1852 года, так как под документами, исходящими от имени окружного начальника, с этого времени стояли не его подписи. Дата смерти А. А. Келлера неизвестна, похоронен он был в Царевококшайске на погосте близ Тихвинской церкви.
Среди его работ заслуживает особого внимания исторический труд «Статистическое описание Царевококшайского уезда Казанской губернии» за 1837 год на 171 листе. Оригинал этой рукописи хранится в настоящее время в Национальной библиотеке им. С. Г. Чавайна в Йошкар-Оле.
30 декабря 2013 года в Йошкар-Оле на набережной Малой Кокшаги состоялось открытие памятника Александру Келлеру.